# ميدالية إميل بيكار
ميدالية إميل بيكار (بالفرنسية: Médaille Émile Picard)‏ هي ميدالية تقديرية في مجال الرياضيات تمنحها الأكاديمية الفرنسية للعلوم كل 6 سنوات لعالم رياضيات بارز. تأسست هذه الجائزة عام 1946، تكريمًا للمساهمات المتميزة في مجال الرياضيات. سُميت بهذا الاسم نسبة إلى العالم الفرنسي إميل بيكار.

## قائمة الحاصلين على الميدالية
- 1946: موريس فريشيه
- 1953: بول ليفي
- 1959: هنري كارتن
- 1965: زولم ماندلبرويت
- 1971: جان-بيير سير
- 1977: ألكسندر غروتينديك
- 1983: أندريه نيرون
- 1989: فرانسوا بروا
- 1995: جان بيير كاهان
- 2001: جاك ديكسمييه
- 2007: لوي بوتيه دو مونفيل
- 2012: لوك إيلوزي